# Horst Rosenfeldt
Horst Rosenfeldt (* 8. Dezember 1939 in Berlin) ist ein ehemaliger deutscher Wasserspringer, der 1958 Zweiter der Europameisterschaften war.

## Sportliche Karriere
Horst Rosenfeldt war 1957, 1958 und von 1960 bis 1963 Deutscher Meister im Kunstspringen vom Drei-Meter-Brett.
Bei den Europameisterschaften 1958 in Budapest gewann der Ungar László Ujvári das Springen vom Drei-Meter-Brett mit 1,4 Punkten Vorsprung vor Horst Rosenfeldt, der seinerseits 0,38 Punkte Vorsprung auf Roman Brener aus der Sowjetunion hatte, den Gewinner der Bronzemedaille. 1960 konnte sich Rosenfeldt nicht für die Olympischen Spiele in Rom qualifizieren, die beiden deutschen Teilnehmer im Springen vom Drei-Meter-Brett waren Hans-Dieter Pophal und Rudi Oertel aus der DDR.
1961 erreichte Rosenfeldt bei der Universiade in Sofia hinter dem Japaner Tadao Tosa den zweiten Platz vom Zehn-Meter-Turm. Zwei Jahre später bei der Universiade in Porto Alegre gewann der Japaner Shunsuke Kaneto sowohl vom Drei-Meter-Brett als auch vom Zehn-Meter-Turm, Rosenfeldt erhielt jeweils die Silbermedaille.
Im Vorfeld der Olympischen Spiele 1964 in Tokio qualifizierten sich im Kunstspringen Hans-Dieter Pophal und Rolf Sperling DDR sowie Horst Rosenfeldt aus der BRD für die gesamtdeutsche Mannschaft. Aus dem Vorkampf erreichten in Tokio acht Springer den Endkampf, Sperling als 14. und Rosenfeldt als 17. des Vorkampfs schieden aus. Pophal, der den Finaleinzug als Achter geschafft hatte, wurde in der Endabrechnung Vierter.
Die 1,73 Meter große Horst Rosenfeldt sprang für die Regensburger Turnerschaft. 1964 stand er kurz vor dem Abschluss seines Psychologiestudiums. 1967 musste er nach einem Autounfall seine Karriere beenden. Er arbeitete jahrzehntelang als Sportpsychologe.